# Kitsuki
Kitsuki (杵築市 -shi) é uma cidade japonesa localizada na província de Oita.
Em 2003 a cidade tinha uma população estimada em 22 955 habitantes e uma densidade populacional de 254,43 h/km². Tem uma área total de 90,22 km².
Recebeu o estatuto de cidade a 1 de Abril de 1955.